# Александровка (Приморский край)
Алекса́ндровка — село в Спасском районе Приморского края.
Административный центр Александровского сельского поселения.

## Этимология
Название селу было определено Приамурским генерал-губернатором Андреем Николаевичем Корфом в честь проезда по территории Дальнего Востока царя Александра III.

## География
Расположено в 60 км на север от Спасска-Дальнего и в 25 км на восток от озера Ханка.
Дорога к селу Александровка идёт на запад от трассы «Уссури» через село Анненка, до Анненки около 10 км, до Спасска-Дальнего около 28 км.
В 2 км восточнее Александровки — станция Дроздов Дальневосточной железной дороги.

## История
Село основано в 1891 году как место обитания переселенцев из восточной Украины. В советские годы был образован совхоз «Александровский».

## Население
| 1897  | 1915  | 1923  | 1926  | 1997  | 2002  | 2003  |
| ----- | ----- | ----- | ----- | ----- | ----- | ----- |
| 586   | ↗1733 | ↗1924 | ↗2117 | ↘1688 | ↘1638 | ↗1650 |
| 2010  |       |       |       |       |       |       |
| ↘1324 |       |       |       |       |       |       |

## Улицы
| - ул. 6-я, - ул. Зелёная, - ул. Комсомольская, - ул. Лихачёва, - ул. Набережная, | - ул. Партизанская, - ул. Советская, - пер. Солнечный, - ул. Уборевича, - ул. Центральная. |

## Известные жители
- Белов, Анатолий Сергеевич (1938—2021) — советский слесарь, Герой Социалистического Труда.